# ソロモン・ジョーンズ
ソロモン・ジョーンズ（Solomon Jones、1984年7月16日 - ）はアメリカ合衆国フロリダ州エウスティス出身のバスケットボール選手。身長208cm、体重111kg。ポジションはパワーフォワード/センター。

## 経歴
南フロリダ大学卒業後、2006年のNBAドラフトにてアトランタ・ホークスから2巡目33位で指名されてNBA入り。ルーキーイヤーは58試合に出場し、1試合平均11.5分の出場時間ながら3.3得点、2.3リバウンドを記録した。ホークス時代、チーム内にジョシュ・スミス、アル・ホーフォード、マーヴィン・ウィリアムスなど似たタイプの選手がひしめき、控えセンターにはザザ・パチュリアがいるため、実力を証明する機会に恵まれず、出番の少ない状況が続いた。
2009年7月、インディアナ・ペイサーズと契約した。
2012年1月3日、ロサンゼルス・クリッパーズと契約。10試合に出場した後、ウェーバーされた。2月15日、ニューオーリンズ・ホーネッツと10日間契約を結び、さらに2月27日、2度目の10日間契約を結んだ。
2013年4月12日、ニューヨーク・ニックスと契約するも三日後にリリースされる。
2013年9月、オーランド・マジックと契約した。

## プレイスタイル
跳躍力を活かしてブロックを量産する。足の速い走れるビッグマン。出場時間が少ないのが最大の悩み。

## 個人成績

### NBAレギュラーシーズン
| シーズン | チーム | GP | GS | MPG  | FG%  | 3P%  | FT%  | RPG | APG | SPG | BPG | TO  | PPG |
| -------- | ------ | -- | -- | ---- | ---- | ---- | ---- | --- | --- | --- | --- | --- | --- |
| 2006–07  | ATL    | 58 | 8  | 11.5 | .508 | .000 | .787 | 2.3 | .2  | .2  | .7  | .43 | 3.3 |
| 2007–08  | ATL    | 35 | 0  | 4.1  | .400 | .000 | .550 | 1.2 | .0  | .1  | .1  | .31 | 1.0 |
| Career   |        | 93 | 8  | 8.7  | .487 | .000 | .737 | 1.9 | .1  | .2  | .5  | .41 | 2.4 |

### NBAプレイオフ
| シーズン | チーム | GP | GS | MPG | FG%  | 3P%  | FT%  | RPG | APG | SPG | BPG | TO | PPG |
| -------- | ------ | -- | -- | --- | ---- | ---- | ---- | --- | --- | --- | --- | -- | --- |
| 2007–08  | ATL    | 7  | 0  | 4.1 | .200 | .000 | .000 | 1.1 | .1  | .1  | .4  | .0 | .6  |
| Career   |        | 7  | 0  | 4.1 | .200 | .000 | .000 | 1.1 | .1  | .1  | .4  | .0 | .6  |